# Gymnancyla africanella
Gymnancyla africanella is een vlinder uit de familie van de snuitmotten (Pyralidae). De wetenschappelijke naam van deze soort is voor het eerst voorgesteld als Acrobasis africanella door Boris Ivan Balinsky in een publicatie uit 1994.
De soort komt voor in Namibië, Zuid-Afrika en Madagaskar.